# Coenonympha dorion
Coenonympha dorion är en fjärilsart som beskrevs av Jacob Hübner 1798. Coenonympha dorion ingår i släktet Coenonympha och familjen praktfjärilar. Inga underarter finns listade i Catalogue of Life.